# Time Switch
Time Switch (portugiesischer Originaltitel: Dois Tempos) ist eine brasilianische Fernsehserie, die von Cinefilm und Star Original Productions für die Walt Disney Company umgesetzt wurde. In Brasilien fand die Premiere der Serie als Original am 10. Mai 2023 auf Star+ statt. Im deutschsprachigen Raum erfolgte die Erstveröffentlichung der Serie am 10. Mai 2023 durch Disney+ via Star als Original.

## Handlung
Die aus einer begüterten Familie stammende 19-jährige Cecília ist begeisterte Leserin von Literatur und lebt 1922 in der kleinen, selbst für damalige Verhältnisse verschlossenen und konservativen Küstenstadt Água-Marinha, wo sie sich in einer hoffnungslosen Lage wiederfindet. Nachdem ihre Eltern bei einem Brand ums Leben gekommen waren, musste sie als ältestes Kind und Erbin des Familienbesitzes zusammen mit den verbleibenden Familienangehörigen bei ihren Paten einziehen. Zu allem Unglück soll sie auch noch mit Pedro, dem unreifen Sohn ihrer Paten, zwangsverheiratet werden, obwohl Cecília weder etwas für Männer empfindet, noch eine klassische Dame der Gesellschaft sein will, geschweige denn eine Mutter. Ein Jahrhundert später, im Jahr 2022, zieht es Paz, einen ehemaligen Kinderstar und gegenwärtig landesweit bekannte und prämierte Influencerin, nach Água-Marinha. Inzwischen ist die Küstenstadt zu einem Zentrum für den Kampf um Gleichberechtigung und die Förderung von Mädchen und Frauen geworden. Paz, die es seit ihrer Kindheit gewohnt ist, im Rampenlicht zu stehen, hat sich zu einer zielstrebigen Person mit großem Ego entwickelt, für die Image alles ist, und die einen Ort schaffen will, an dem sie eine neue Generation von Influencern hervorbringen kann. Die Pläne der 24-jährigen Paz für ihr „House of Paz“ und die damit verbundene Übernahme von Räumlichkeiten, die derzeit als Kulturzentrum genutzt werden, sorgen jedoch für Unmut unter den einheimischen Frauen. Nachdem ein Clip im Netz verbreitet wurde, der einen Disput zwischen ihr und der Aktivistin Maria zeigt, in welchem Paz ihr gegenüber ausfallend wurde, geriet sie ins Visier der Cancel Culture und erntete auch Kritik von ihren Followern und Teilen der Öffentlichkeit, was nicht spurlos an ihr vorüberging. Cecília und Paz sind zwei junge Frauen, die in ihrer Zeit gefangen sind und sich nichts sehnlicher wünschen, als ihrem Leben zu entfliehen, auch wenn die Hoffnung darauf sehr gering ist. Doch das Universum erhört sie und eines Tages wachen beide auf mysteriöse Weise im Körper der jeweils anderen auf. Nun müssen sie nicht nur mit den Wundern und Problemen der für sie jeweils neuen Zeit umgehen und zu händeln wissen, sondern sie müssen sich auch die Frage stellen, wer sie sein wollen und was sie tun werden, während sie auf einer transformativen Reise nach einem Weg zurück in ihre Zeit suchen.

## Besetzung und Synchronisation
Die deutschsprachige Synchronisation entstand nach den Dialogbüchern von Stefan Wellner sowie unter der Dialogregie von Sebastian Schulz durch die Synchronfirma Lavendelfilm in Potsdam.
| Rolle           | Schauspieler     | Synchronsprecher             |
| --------------- | ---------------- | ---------------------------- |
| Cecília         | Mari Oliveira    | Katharina Schwarzmaier       |
| Paz             | Sol Menezzes     | Jill Böttcher                |
| Luíza           | Dadá Coelho      | Antje Thiele                 |
| Mia             | Martha Nowill    | Gabrielle Pietermann         |
| Pedro           | Nicolas Ahnert   | Sebastian Schulz             |
| Tiago           | Leonardo Bianchi | Tom Raczko                   |
| Maurício        | Paulo Rocha      | Otto Strecker                |
| Otávia          | Luíza Nery       | Nina Schatton                |
| Gabriela „Gabi“ | Bel Moreira      | Sarah Alles                  |
| Anika           | Agda Couto       | Jenny Maria Meyer            |
| Anésia          | Isabela Mariotto | Uschi Hugo                   |
| Guillerme „Gui“ | Breno Ferreira   | Jan Makino                   |
| Maria           | Pamela Pacífico  | Eleni Möller-Architektonidou |
| Berta           | Letícia Novaes   | Julia Blankenburg            |
| Terezinha       | Duda Pimenta     | Milena Rybiczka              |
| Faustino        | Eduardo Silva    | Samuel Zekarias              |
| Raul            | Túlio Starling   | Kevin Kraus                  |
| Lua             | Luísa Salles     | Asya Tolaz                   |

## Episodenliste
| Nr. | Deutscher Titel                                             | Originaltitel                   | Erstveröffentlichung (Brasilien) | Deutschsprachige Erstveröffentlichung (D/A/CH) |
| --- | ----------------------------------------------------------- | ------------------------------- | -------------------------------- | ---------------------------------------------- |
| 1   | Ich will nur frei sein                                      | Eu Só Quero Ser Livre           | 10. Mai 2023                     | 10. Mai 2023                                   |
| 2   | Wie konnte mir das passieren?                               | Como Isso Foi Acontecer Comigo? | 10. Mai 2023                     | 10. Mai 2023                                   |
| 3   | Ich in dieser Welt                                          | Eu Nesse Mundo                  | 10. Mai 2023                     | 10. Mai 2023                                   |
| 4   | Gib mir mein Leben zurück!                                  | Devolve Minha Vida              | 10. Mai 2023                     | 10. Mai 2023                                   |
| 5   | Wer weiß, vielleicht sehen wir uns ja in der Zukunft wieder | Quem Sabe Eu Te Vejo no Futuro  | 10. Mai 2023                     | 10. Mai 2023                                   |
| 6   | Schlimmer als Fakenews                                      | Pior que Fake News              | 10. Mai 2023                     | 10. Mai 2023                                   |
| 7   | Es wird ein Jahrhundert dauern                              | Vai Demorar um Século           | 10. Mai 2023                     | 10. Mai 2023                                   |
| 8   | Das Ende der Zeiten                                         | Fim dos Tempos                  | 10. Mai 2023                     | 10. Mai 2023                                   |